# Karlo Čović
Karlo Čović (Subotica, 9. kolovoza 1945.) je hrvač iz Subotice, autonomna pokrajina Vojvodina, Republika Srbija. Hrvatskog je podrijetla.

## Športska karijera
Bio je jugoslavenski reprezentativac.
Natjecao se u hrvanju grčko-rimskim načinom, u kategoriji do 57 kg (bantam).
Nastupao je za klub "Spartak" iz Subotice, TAK "Varteks" iz Varaždina i "Metalac" iz Zagreba.

### Sudjelovanja na velikim natjecanjima
Sudjelovao je na OI 1968. godine u Ciudad Mexicu i na OI 1972. godine u Münchenu, hrvajući se kao član reprezentacije Jugoslavije. Ispao je oba puta u kvalifikacijama.
Predstavljao je Jugoslaviju na SP 1971. godine, kada je osvojio 4. mjesto.
Na EP je sudjelovao 1968. godine, osvojivši 6. mjesto te 1969. godine, kada je osvojio srebro.
Sudjelovao je na Mediteranskim igrama u Izmiru 1971. godine.

## Nagrade i priznanja
- 1974.: najbolji športaš grada Varaždina, kao član TAK Varteks[2]
- 2009.: nacionalno sportsko priznanje Republike Srbije[4] (za srebrno odličje na EP-u)